# Гаязов, Мансур Гаязович
Мансу́р Гая́зович Гая́зов (5 октября 1917, п. Параньга, Вятская губерния — 19 ноября 1943, с. Ускурово, Витебская область) — советский татарский поэт, педагог.

## Биография
Родился в селе Параньга в семье татар-мусульман; отец Мансура мулла Гаяз Насретдинов был репрессирован и расстрелян в 1937 году. У Мансура было двое братьев: Расих и Магруф, которые также были литераторами.
В 1932 году окончил Параньгинское педагогическое училище, был учителем в школе, которую ранее окончил, также преподавал в Куянковской школе.
Публиковаться начал с 1936 году. Стихи проникнуты чувством патриотизма. Первые шаги в поэзии начал делать благодаря Мусе Джалилю. В годы Великой Отечественной войны его стихи публиковались во фронтовой татарской газете «Вперёд, на врага!».
Был участником коллективных сборников в Казани, детского альманаха «Алмаш» («Смена»). Его стихи были опубликованы в 14 книгах и поныне входят в избранные антологии национальной татарской поэзии.
В 1959 году в Казани был издан отдельный сборник его стихотворений «Шигырьлэр» («Стихотворения»).
Участник Великой Отечественной войны, погиб на 1-м Белорусском фронте фронте в ноябре 1943 года в бою за с. Ускурово Витебской области, в современной Беларуси.

## Память
- Улица его имени в п. Параньга Республики Марий Эл[3].
- В п. Параньга именем поэта названа средняя общеобразовательная школа, на здании школы имеется мемориальная доска с надписью: «Здесь учился и работал народный татарский поэт Мансур Гаязов»[4].
- В Параньгинской школе ко дню рождения поэта каждый год проводится районный конкурс чтецов «Гаязовские чтения»[5], также в Республиканском центре татарской культуры проводится конкурс чтецов по произведениям поэта М. Гаязова и его братьев[6].